# Monitor de matriz pasiva
Las pantallas de cristal líquido aparecieron en 1971 en dispositivos como calculadoras, relojes digitales y otros.
Están formadas por dos filtros polarizantes con filas de cristales líquidos alineados perpendicularmente; aplicando una corriente eléctrica a los filtros se consigue que la luz pase o no dependiendo de que lo permita o no el segundo filtro. Si se intercalan tres filtros adicionales de colores básicos (rojo, verde, azul), se obtienen pantallas que reproducen imágenes en color. Esta es la base de las pantallas DSTN, o de matriz pasiva, que se emplearon en ordenadores portátiles y otros dispositivos móviles, porque tenían ventajas frente a las pantallas de tubo de rayos catódicos (TRC o CRT), empleadas en los monitores de televisión y en los ordenadores o computadoras de sobremesa. Al carecer de tubo, las pantallas DSTN eran completamente planas, mucho más delgadas, consumían menos energía y producían menos emisiones radiactivas, pero la calidad del color era peor y su precio mucho más elevado para su uso.